# Victor Hochepied
Victor Fernand Hochepied (Lilla, 29 ottobre 1883 – Lilla, 26 marzo 1966) è stato un nuotatore francese.
Partecipò alle gare di nuoto della II Olimpiade di Parigi del 1900 e vinse una medaglia d'argento, nei 200 metri per squadre con i "Tritons Lillois" (con un punteggio totale di 51).
Prese parte inoltre alla gara dei 200 metri stile libero (3'46"6) e in quella dei 200 metri ostacoli (3'37"2), venendo eliminato al primo turno in entrambe.
Nacque e morì nel dipartimento del nord.